# سنتا ایزابل
سنتا ایزابل (به اسپانیایی: Santa Isabel) یک منطقهٔ مسکونی در آرژانتین است که در Chalileo Department واقع شده‌است. سنتا ایزابل ۲٬۴۹۳ نفر جمعیت دارد.